# James Gillespie Graham

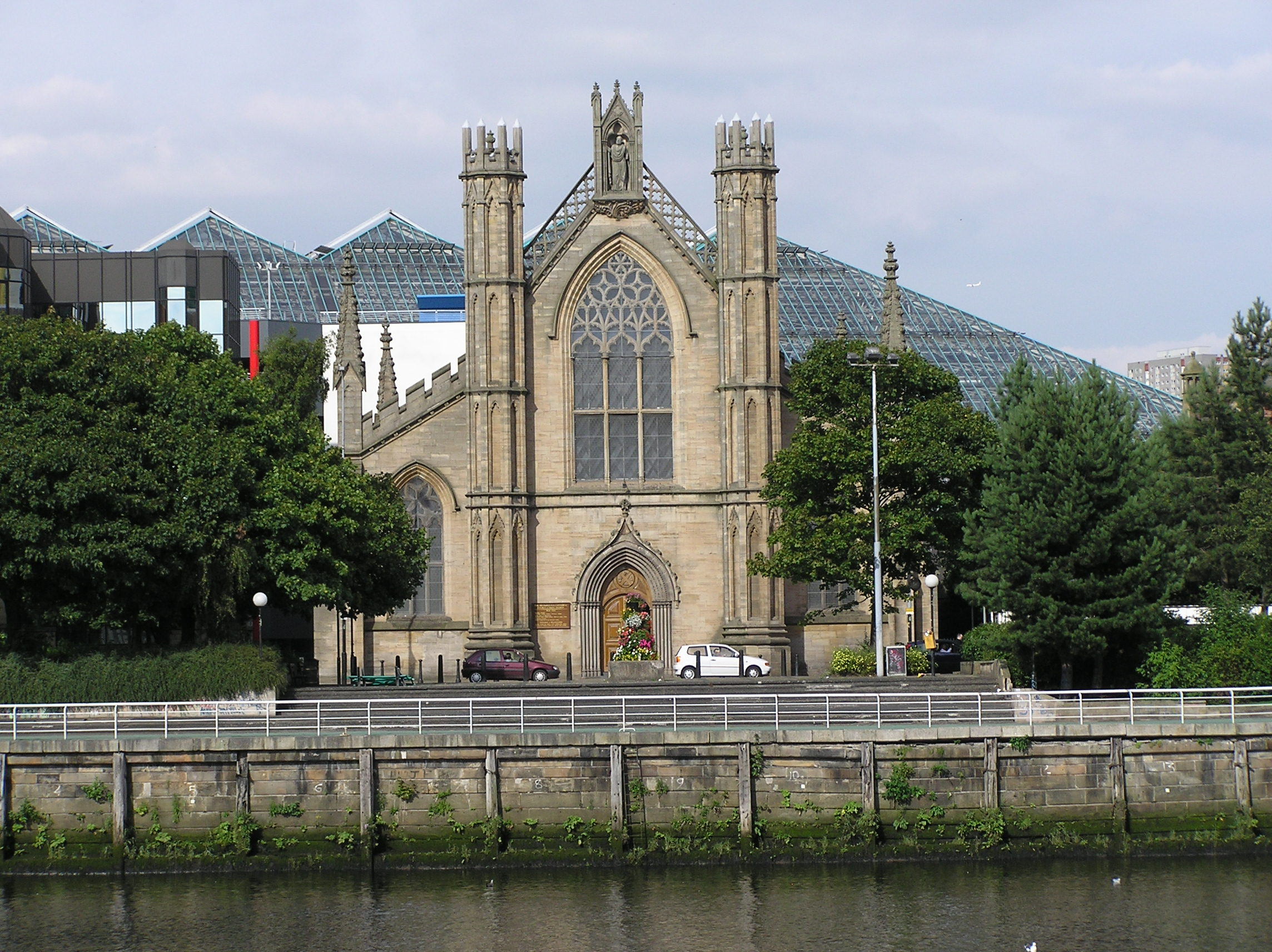
St. Andrews Cathedral in Glasgow, 1814 bis 1816 nach Plänen Grahams erbaut

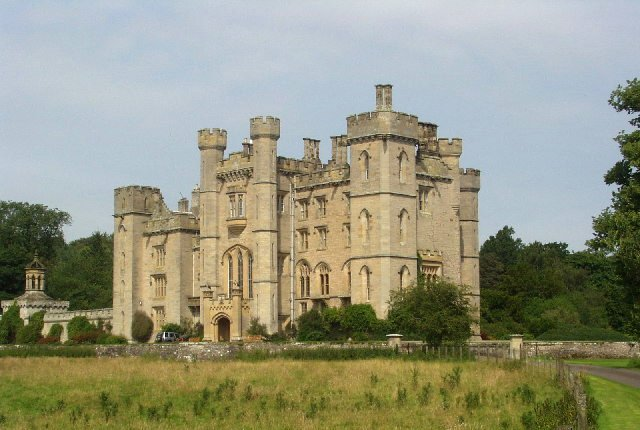
Duns Castle, 1818 bis 1822 nach Plänen Grahams erbaut

James Gillespie Graham (* 1776 in Dunblane; † 21. März 1855 in Edinburgh) war ein schottischer Architekt. Geboren als James Gillespie, nahm er erst nach der Heirat mit seiner ersten Frau Margaret Graham of Orchill 1815 den Namen James Gillespie Graham an.
Graham war ein führender Vertreter des Scottish Gothic styles (auch Scottish Baronial genannt), der schottischen Variante der damals in ganz Europa verbreiteten Neugotik. Im Gegensatz zu anderen Vertretern dieser Stilrichtung orientierte er sich aber stärker an mittelalterlichen Sakralbauten als an der schottischen Burgenarchitektur. Darüber hinaus entwarf Graham auch einige Gebäude im neoklassischen Stil. Von zeitgenössischen Betrachtern wurde vor allem seine Innenarchitektur als besonders gelungen hervorhoben. Seine Arbeiten sind stark vom englischen Architekten Augustus Pugin beeinflusst.
Graham ist der Architekt zahlreicher schottischer Repräsentativ- und Sakralbauten des beginnenden 19. Jahrhunderts. Er entwarf unter anderem folgende Kirchen: die St. Mary’s Roman Catholic Cathedral und die Greenside Church in Edinburgh, die St. Andrews Roman Catholic Cathedral in Glasgow sowie die Highland Tolbooth Church (Edinburgh), die heute nicht mehr als Kirche genutzt wird, sondern unter der Bezeichnung The Hub als Veranstaltungsraum und Restaurant dient.
Zu den von Graham entworfenen Repräsentativbauten zählen unter anderem Duns Castle, Armadale Castle, Ayton Castle, Cambusnethan House, Crawford Priory und das Blythswood House, das aber 1935 abgerissen wurde. Als sein berühmtestes Werk gilt das Glenfinnan Monument am Loch Shiel. In Taymouth Castle und in Hopetoun House stammen lediglich Teile der Innenarchitektur von Graham. Der State Dining Room im Hopetoun House gilt als sein innenarchitektonisches Meisterwerk, das Cambusnethan House als sein gelungenster architektonischer Gesamtentwurf.
Neben seiner Tätigkeit als Architekt war Graham zeitweise Stadtrat und Direktor der George Heriot’s School in Edinburgh, wo er die meiste Zeit seines Lebens verbrachte.